# Äspesjö
Äspesjö är en sjö i Marks kommun i Västergötland och ingår i Rolfsåns huvudavrinningsområde.